# Boston-Marathon 1929
| 33. Boston-Marathon    | 33. Boston-Marathon        |
| ---------------------- | -------------------------- |
| Stadt                  | Boston, Vereinigte Staaten |
| Datum                  | 19. April 1929             |
| Distanz                | 41,1 – 42,2 Kilometer      |
| Sieger                 |                            |
| Männer                 | Johnny Miles (2:33:08 h)   |
| ← Boston-Marathon 1928 | Boston-Marathon 1930 →     |
| Website                | Offizielle Website         |

Der Boston-Marathon 1929 war die 33. Ausgabe der jährlich stattfindenden Laufveranstaltung in Boston, Vereinigte Staaten. Der Marathon fand am 19. April 1929 statt. Die Laufdistanz betrug zwischen 41,1 und 42,2 Kilometer.
Es gewann Johnny Miles in 2:33:08 h.

## Ergebnis
| Platz | Athlet               | Land               | Zeit (h) |
| ----- | -------------------- | ------------------ | -------- |
| 01    | Johnny Miles         | Kanada             | 2:33:08  |
| 02    | Yrjö Korholin-Koski  | Finnland           | 2:35:26  |
| 03    | Ville Kyrönen        | Vereinigte Staaten | 2:35:44  |
| 04    | Albert Michelsen     | Vereinigte Staaten | 2:37:22  |
| 05    | Jack Lamb            | Vereinigte Staaten | 2:39:25  |
| 06    | William Taylor       | Kanada             | 2:40:05  |
| 07    | Gabriel Ruotsalainen | Finnland           | 2:41:06  |
| 08    | Ronald O’Toole       | Kanada             | 2:43:07  |
| 09    | Clarence DeMar       | Vereinigte Staaten | 2:43:47  |
| 10    | Fred Ward            | Vereinigte Staaten | 2:44:13  |